# Vírio Lupo (legado propretor)
Vírio Lupo foi um general do Império Romano, governador da Inglaterra Romana de 197 até cerca de (201/202). Ele serviu como legado pretoriano em uma das províncias da Germânia e apoiou Septímio Severo durante a guerra civil após o assassinato de Pertinax. Em 196, suas tropas foram derrotadas pelo "usurpador" Clódio Albino, que havia sido aclamado imperador pelas legiões da Britânia.